# إدوين بي. بروكس
إدوين بي. بروكس (بالإنجليزية: Edwin B. Brooks) هو سياسي أمريكي، ولد في 20 سبتمبر 1868 بنيوتن في الولايات المتحدة، وتوفي في 18 سبتمبر 1933. حزبياً، نشط في الحزب الجمهوري. وقد انتخب عضو مجلس النواب الأمريكي.